# Biarrotte
Biarrotte é uma comuna francesa na região administrativa da Nova Aquitânia, no departamento Landes. Estende-se por uma área de 4,9 km². Em 2010 a comuna tinha 315 habitantes (densidade: 64,3 hab./km²).